# 비나텍
비나텍 (Vinatech Co. Ltd.)은 대한민국의 수소연료전지 기업이다. 본사는 전북특별자치도 전주시 팔복동2가 837-1에 위치해 있으며 대표이사는 성도경이다. 초기 Tantalum Capacitor를 중심으로 하는 전자부품 유통업으로 자금 확보 후 제조사로 변화하였다.

## 제품
슈퍼커패시터와 수소연료전지 핵심부품인 수소연료전지 지지체, 촉매, 막전극접합체(MEA)의 밸류체인을 보유하고 있다 법인 설립 후 슈퍼커패시터 연구개발에 집중하며 중형 슈퍼커패시터 글로벌 M/S 1위 (약 20%)로 발돋움하였다. 매출의 80%가 수출에서 발생하고 있다.

## 역사
2020년 9월 23일에 주관사를 대신증권으로 공모가 33,000원에 코스닥 시장에 이전 상장하였다.
2024년 메자닌 발행으로 270억원의 자금 조달하였다.

## 참고문헌
1. ↑  이나영, 비나텍, 수소연료전지 부품 생산능력 5배 확대...베트남 공장도 증설 추진, 뉴스핌, 2023-05-07
2. ↑  비나텍, H2 MEET 2023서 수소연료 핵심부품 일괄 생산 수직계열화 소개해… “내년 2·3공장 준공으로 세계적 수준 오를 것”, AVING Network, 2023-09-23
3. ↑  Company Analysis 비나텍 교보증권 Jan 09, 2024
4. ↑  비나텍, 글로벌 협력사와 MEA 공급계약 논의…수소사업 성장 본격화, 와우TV, 소사업 성장 본격화, 2023-05-25
5. ↑  비나텍 기업분석 SK증권 리서치센터 2024-11-13
6. ↑  송경의. (2024). 비나텍(주) 소개_Global 유일의 고객맞춤형 친환경 에너지 솔루션 기업 비나텍 주식회사. 전력전자학회지, 29(6), 62-65.
7. ↑  기술분석보고서 비나텍 한국IR협의회 기업리서치센터 2023-01-18
8. ↑  KB證 이종혜, "비나텍, 수소산업 호재 시 가격 경쟁력 확보", 뉴시스, 2024-06-24
9. ↑  비나텍 KB증권 2023년 3월 21일
10. ↑  비나텍_주요_경영현황_설명  2023-09-21
11. ↑  비나텍 유진투자증권 2024-09-30